# 北山村 (佐賀県)
北山村（きたやまむら / ほくざんむら）は、佐賀県小城郡にあった村。現在の佐賀市の一部にあたる。

## 地理
小城郡の北端に位置していた。
- 河川：神水川[3]、古場川[4]、麻那古川[5]、無津呂川[6]、川頭川[6]、初瀬川[7]、大串川[8]、栗並川[9]
- 山岳：脊振山地[3]

## 歴史
- 1889年（明治22年）4月1日、町村制の施行により、小城郡藤瀬村、大野村、中原村、麻那古村、上無津呂村、下無津呂村、古場村、下合瀬村、上合瀬村、大串村、栗並村が合併して村制施行し、北山村が発足[1][2]。旧村名を継承した藤瀬、大野、中原、麻那古、上無津呂、下無津呂、古場、下合瀬、上合瀬、大串、栗並の11大字を編成[2]。役場を大字中原に設置[2]。
- 1896年（明治29年）6月、役場を大字下無津呂に移転[2]。
- 1901年（明治34年）1月、役場を大字中原に再移転[2]。
- 1905年（明治38年）役場庁舎を新築[2]。
- 1924年（大正13年）8月18日、大字中原に大火が発生し、役場、小学校なども焼失した[2]。
- 1956年（昭和31年）9月30日、小城郡南山村、佐賀郡小関村と合併し、佐賀郡富士村を新設して廃止された[1][2]。合併後、富士村大字藤瀬・大野・中原・麻那古・上無津呂・下無津呂・古場・下合瀬・上合瀬・大串・栗並となる[2]。

## 産業
- 農業、林業[2]

## 交通

### 乗合自動車
昭和初期、大字中原に北山自動車が設立され、中原を起点に佐賀市、唐津市間の乗合自動車を運行したが、1942年（昭和17年）昭和自動車に吸収された。

## 教育
- 北山小学校（大字中原）[2]
- 北山第二小学校（大字古場）[2]